# Raphael Fässler
Raphael Fässler (Svitto, 29 gennaio 1985) è un ex sciatore alpino svizzero.

## Biografia
Slalomista puro originario di Stoos e attivo in gare FIS dal dicembre del 2000, Fässler esordì in Coppa Europa il 2 dicembre 2003 a Åre (36º) e in Coppa del Mondo il 18 gennaio 2004 a Wengen, senza completare la prova; nello stesso anno ai Mondiali juniores di Maribor 2004 vinse la medaglia d'oro. Prese per l'ultima volta il via in Coppa del Mondo il 14 marzo sempre del 2004 a Sestriere, ottenendo il miglior piazzamento della sua carriera (21º), e si ritirò durante la stagione 2006-2007; la sua ultima gara fu uno slalom gigante FIS disputato il 24 gennaio a Zinal, non completato da Fässler. Non prese parte a rassegne olimpiche o iridate.

## Palmarès

### Mondiali juniores
- 1 medaglia:
  - 1 oro (slalom speciale a Maribor 2004)

### Coppa Europa
- Miglior piazzamento in classifica generale: 127º nel 2004